# Empoasca bordia
Empoasca bordia är en insektsart som beskrevs av Langlitz 1964. Empoasca bordia ingår i släktet Empoasca och familjen dvärgstritar.
Artens utbredningsområde är Peru. Inga underarter finns listade i Catalogue of Life.